# Consonne roulée épiglottale voisée
La consonne roulée épiglottale voisée est une consonne rare dans les langues parlées. Son symbole API n'est pas défini, bien que la petite majuscule R retourné ‹ ᴙ › se retrouve occasionnellement dans la littérature ([r] représentant une roulée alvéolaire voisée, ʀ une roulée uvulaire et [ʁ] une fricative uvulaire voisée).

## Caractéristiques
Voici les caractéristiques de la consonne roulée épiglottale voisée :
- son mode d'articulation est roulé, ce qui signifie qu’elle est produite par la vibration de l'organe d'articulation ;
- son point d'articulation est épiglottal, ce qui signifie qu'elle est articulée avec l'épiglotte contre le pharynx ;
- sa phonation est voisée, ce qui signifie que les cordes vocales vibrent lors de l’articulation ;
- c'est une consonne orale, ce qui signifie que l'air ne s’échappe que par la bouche ;
- parce qu'elle est prononcée dans la gorge, sans un organe à l'intérieur de la bouche, la dichotomie central/latéral ne s'applique pas ;
- son mécanisme de courant d'air est égressif pulmonaire, ce qui signifie qu'elle est articulée en poussant l'air par les poumons et à travers le chenal vocatoire, plutôt que par la glotte ou la bouche.

## En français
Le [ᴙ] n'existe pas en français.

## Autres langues
Dans certaines descriptions du dialecte du Nord de Haida, le terme  « pharyngale roulée » fait référence à ce son.